# Ted Raimi
Theodore (Ted) Raimi (Detroit, 14 december 1965) is een Amerikaans acteur. Hij is de jongere broer van filmregisseur Sam Raimi.
Raimi studeerde aan de Universiteit van Michigan, de Universiteit van New York en aan de Universiteit van Detroit, waar hij ten slotte afstudeerde. Hij begon zijn carrière met een reeks gastrollen in televisieseries en kleinere rollen in films. Van 1993 tot 1996 speelde hij Lieutenant Tim O'Neill in de sciencefictionserie SeaQuest DSV. Vanaf 1996 acteerde hij in de serie Xena: Warrior Princess. Zijn personage Joxer the Mighty is een vast personage in de serie. Het personage is eveneens te zien in drie afleveringen van Hercules: The Legendary Journeys. Raimi bedacht zelf het liedje Joxer the Mighty dat in veel afleveringen te horen is.
Raimi is in verscheidene films te zien die geregisseerd werden door zijn broer Sam, onder meer in The Evil Dead, Army of Darkness, Darkman, Spider-Man, Spider-Man 2, Spider-Man 3 en Drag Me to Hell uit 2009. Andere films waarin hij een rol had waren onder meer Born Yesterday met Melanie Griffith en Don Johnson uit 1993 en Clear and Present Danger met Harrison Ford uit 1994.